# Jacques Charette
Pour les autres membres de la famille, voir Famille de Charette de La Contrie.
Jacques Charette, seigneur de Montbert, mort le 25 février 1677, fut maire de Nantes de 1669 à 1670. Il était conseiller du roi en ses conseils, sénéchal de Nantes, premier président en la Chambre des comptes de Bretagne de 1673 à 1678.

## Biographie
Il est le fils de René Charette de La Bretonnière et de Charlotte de Cornulier, et a pour parrain son oncle Jacques Raoul de La Guibourgère. Marié à Jeanne de Montullé, fille de François de Montullé, seigneur de l'Onglée (Nort), il est le beau-père de Louis Charette de La Gascherie.